# Believe (singolo Dima Bilan)
Believe è un singolo del cantante russo Dima Bilan, pubblicato il 26 maggio 2008 come terzo estratto dal quarto album in studio Protiv pravil e incluso nel quinto album in studio omonimo.
Il brano ha vinto l'Eurovision Song Contest 2008 con 272 punti totalizzati.

## Descrizione
Il brano, cantato interamente in lingua inglese, è stato scritto dallo stesso interprete con Jim Beanz (aka James Washington).
Nell'esibizione all'Eurovision Song Contest 2008, vinta dall'artista russo con 272 punti totalizzati, il brano è stato interpretato con il violinista ungherese Edvin Marton e il pattinatore russo Evgenij Pljuščenko.

## Video musicale
Il videoclip è stato presentato nel marzo 2008. La trama ruota attorno all'organizzazione di un concerto finalizzato a raccogliere fondi per finanziare un intervento chirurgico a favore di un bambino affetto da leucemia. Il video si conclude con l'incontro tra l'artista e il bambino, che riesce a muovere i primi passi dopo l'operazione.

## Classifiche

### Classifiche settimanali
| Classifica (2008) | Posizione massima |
| ----------------- | ----------------- |
| Belgio (Fiandre)  | 66                |
| Germania          | 52                |
| Russia            | 12                |
| Svezia            | 28                |
| Ucraina           | 8                 |

### Classifiche di fine anno
| Classifica (2008) | Posizione |
| ----------------- | --------- |
| Russia            | 101       |
| Ucraina           | 57        |